# Noire et Blanche
Noire et Blanche (francês para preto e branco) é uma foto em preto e branco tirada pelo artista visual americano Man Ray em 1926. É uma de suas fotos mais conhecidas da época em que era um expoente do surrealismo.

## História
A imagem foi publicada pela primeira vez na revista Vogue parisiense, em 1° de maio de 1926, com o título Visage de Nacre et Masque d'Ébene. Seria publicado novamente com o título atual nas revistas francesas Variétés e Art et Décoration em 1928.

## Descrição
A foto retrata a famosa modelo francesa Kiki de Montparnasse, sem expressão, com os olhos fechados e a cabeça apoiada em uma mesa, segurando com a mão esquerda uma máscara negra africana verticalmente sobre a mesa. A foto justapõe as semelhanças entre o rosto branco oval suave da modelo, como se ela fosse uma máscara viva, com a máscara preta brilhante, também de olhos fechados e uma expressão serena.
Uma impressão da foto foi vendida por U$$ 3.131.533 em 8 de novembro de 2017, na Christie's, em Paris.